# فونتوني سو بوا
فونتوني سو بوا (بالفرنسية: Fontenay-sous-Bois) هي بلدية فرنسية  تابعة لإقليم فال دو مارن في إيل دو فرانس وتقع في شمال فرنسا وهي اليوم ضاحية لباريس ويسكنها حوالي 53258 نسمة حسب إحصائيات سنة 2009.

## توأمة
لفونتوني سو بوا اتفاقيات توأمة مع كل من:
- كونغويل [الإنجليزية]‏ منذ (1998 - )[8]
- بروفاري (27 يونيو 1986 - )[8]
- إيتربيك (4 يونيو 1972 - )[8]
- مارينها جراندي (6 أكتوبر 1984 - )[8]
- Wittenheim [الإنجليزية]‏ [8]
- Trucy [الإنجليزية]‏ [8]

## أعلام
- نوي باماروت
- هيكتور مالو
- جان جرولت
- رينيه دومون
- جول برونيه
- إدوارد شنايدر
- فيليب لاشيو
- امادو سوكونا

## روابط
- الموقع الرسمي لعمادة المدينة